# Pujol de Tara
El pujol de Tara (en anglès: Hill of Tara, en irlandès gaèlic: Teamhair na Rí, 'el pujol dels reis') és una allargada elevació calcària d'escassa altitud, situada a prop del riu Boyne i que s'estén entre Navan i Dunshaughlin, en el comtat de Meath, a la província de Leinster d'Irlanda. Conté un elevat nombre d'antics monuments, i és famosa per ser la seu de l'Árd Rí Éireann (el gran rei d'Irlanda).

## Monuments antics

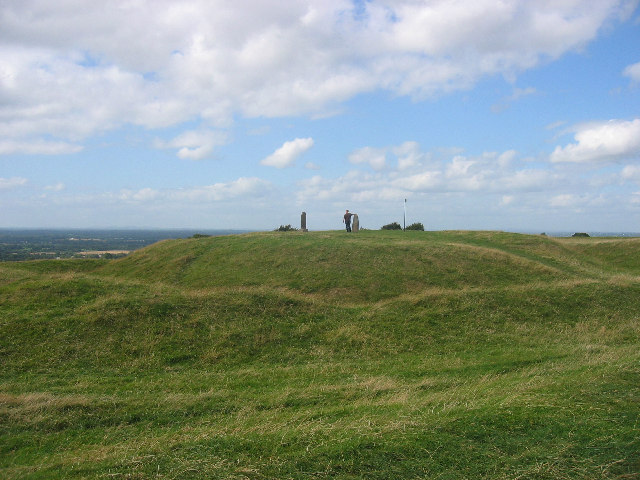
Túmul sobre el pujol de Tara

Al cim del pujol, cap al nord del serral, es troba la fortificació de l'edat del ferro coneguda com a Ráith na Rig (la fortalesa dels Reis, també coneguda com el Recinte Reial), amb quasi 1.000 metres de circumferència. Les estructures més destacades en el seu interior són dos ráth (anells erigits amb pedres) tangents, coneguts com a Teach Chormaic i Forradh. En el centre del Forradh s'erigeix la destacada pedra en peus, que és una de les pedres que s'acostuma a interpretar com a Lia Fáil, la 'pedra del Destí', en la qual eren coronats els grans reis d'Irlanda. Cap al nord dels anells, es troba una petita tomba de passadís neolítica, coneguda com a Dumha na nGiall (el 'turó dels Ostatges'), que data de l'any 2000 aC, aproximadament.
Cap al nord, just a l'exterior dels límits del Ráith na Rig, hi ha un anell amb tres terraplens conegut com a Ráith na Seanadh. Les excavacions en aquest lloc han recuperat materials romans datats entre els segles I i III. Una mica més al nord, destaca una allargada estructura rectangular, coneguda com la sala del Banquet (Banqueting Hall), encara que sembla una avinguda cerimonial que condueix cap al lloc, i dues estructures conegudes com les trinxeres en Pendent (Sloping Trenches) i el fort de Gráinne (Gráinne's Fort).
Cap al sud del Recinte Reial, es troba un anell conegut com a Ráith Laoghaire (el fort de Laoghaire), on es diu que està enterrat el rei epònim en posició vertical. Mitja milla al sud del pujol de Tara, n'hi ha una altra fortificació coneguda com a Rath Maeve, el fort de la llegendària reina Medb, que és associada habitualment a Connacht, o atribuït també a la menys coneguda figura llegendària de Medb Lethderg, que està associat a Tara.

## Importància de Tara

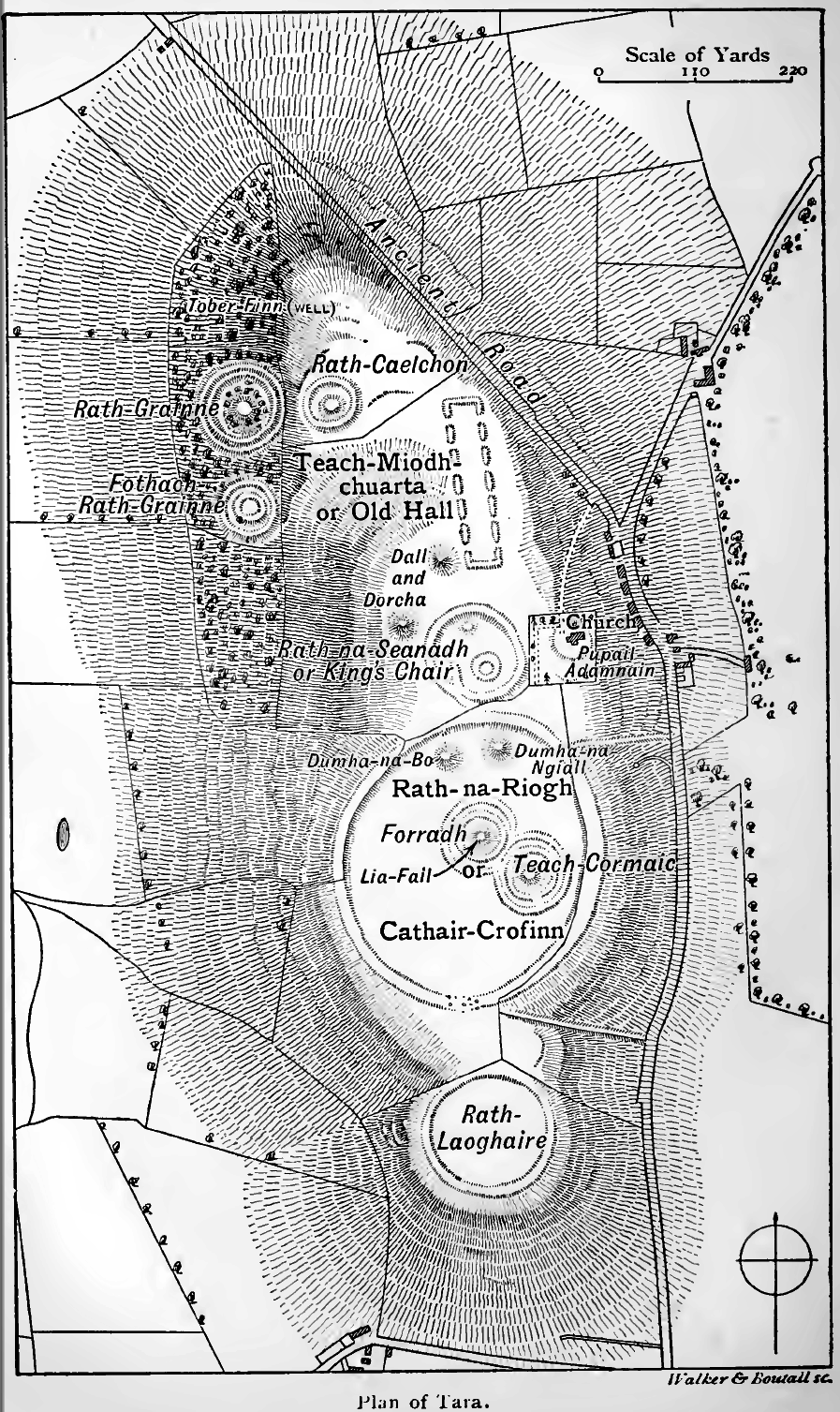
Plànol del pujol de Tara

Durant molts segles, els historiadors han tractat de desentranyar els misteris de Tara, i han suggerit que des de la invasió celta de l'illa fins a la invasió de Richard de Clare el 1169, el pujol de Tara va ser el centre polític i espiritual de l'illa. Perquè la història i l'arqueologia d'Irlanda no estan ben coordinades, les teories arqueològiques, pel que fa a les troballes recents, suggereixen que la completa història del pujol de Tara està lluny de conèixer-se completament.
El paper més conegut del pujol de Tara en la història d'Irlanda és com l'assentament dels reis d'Irlanda fins al segle vi, paper que pot estendre's fins al segle xii, encara que sense la seva prematura esplendor. Malgrat tot, la importància del pujol de Tara precedeix el període cèltic, encara que no s'ha demostrat que Tara fos un lloc destacat de manera contínua des del Neolític fins al segle xii.
La disputa prèvia dels erudits sobre la importància inicial de Tara va avançar quan els arqueòlegs van identificar els monuments i edificis precèltics, datant-los en el neolític, fa uns 5.000 anys. Una d'aquestes estructures, el turó dels Ostatges, conté un curt passadís que està alineat amb la posta de sol del 8 de novembre i del 4 de febrer, que són les dates en què se celebraven les antigues festes cèltiques de Samhain i Imbolc.
Una teoria que pot explicar l'esplendor del pujol de Tara abans de l'etapa cèltica és la història llegendària que assenyala Tara com la capital dels Tuatha de Danann, els habitants precèltics d'Irlanda. Quan els celtes van establir la seva seu en el pujol, aquesta es va convertir en el lloc des d'on els reis de Meath van governar l'illa amb un estatus quasi diví. Al cim del pujol s'alça l'esmentada Lia Fáil, la pedra del destí a on els reis irlandesos eren coronats; la llegenda suggereix que la pedra havia de rugir tres vegades si l'aspirant al tron era el veritable rei. Al costat de la influència política com a capital, Tara sembla haver conservat una influència religiosa que va anar disminuint a causa de la labor de Patrici d'Irlanda. Existeix una tomba, localitzada a prop del pujol, que s'assenyala com l'enterrament del rei Lóegaire, que fou l'últim rei pagà d'Irlanda.
Durant la rebel·lió irlandesa de 1798 la United Irishmen va establir un campament en el pujol, però van ser atacats i derrotats per les tropes britàniques el 26 de maig de 1798 en la denominada batalla de Tara. La Lia Fáil va ser moguda per marcar les tombes de 400 rebels que van morir al pujol aquell dia. Al segle xix, el membre del Parlament Daniel O'Connell va invitar a realitzar una demostració política al pujol de Tara, que va atreure un milió de persones, i això assenyala la importància permanent d'aquell pujol.

## Controvèrsies en el traçament de la nacional M3
Està projectat que el traçament de la carretera estatal M3 passi a prop del vall de Tara-Skryne, a tan sols 1,2 km del pujol de Tara. El desenvolupament del seu traçament està generant importants crítiques, encara que el projecte sembla anar endavant, malgrat les protestes. L'advocat mediambientalista Vincent Salafia està portant a terme accions legals per aturar les obres. El 4 de juliol de 2005, el Tribunal Suprem va concedir permís per procedir a la revisió judicial de la decisió del ministre de Medi Ambient, Patrimoni i Govern Local, Dick Roche.